# لسویل (لوئیزیانا)
لسویل (به انگلیسی: Leesville) شهری در ایالت لوئیزیانا کشور ایالات متحده آمریکا است که جمعیت آن در سرشماری سال ۲۰۱۰ میلادی، ۶٬۶۱۲ نفر بوده‌است.